# 終域

X から Y への写像 f: Y の内側の小さいマルが f の値域で、Y が f の終域。

数学において写像の終域（しゅういき、英: codomain; 余域）あるいは終集合（しゅうしゅうごう、英: target set）は、写像を f: X → Y と表すときの集合 Y、すなわち写像 f の出力する値がその中に属するべきという制約を定める集合をいう。終域の代わりに「値域」という語を用いる場合もあるが、値域は写像の像（出力される値すべてからなる集合、f: X → Y で言えば f(X)）の意味で用いることが多いので注意すべきである。

## 定義と注意
写像（函数）を Bourbaki (1954) の意味で定義するのであれば、終域は写像 f の構成要素として含まれる。写像 f とは三つ組 (X, Y, F) であって F が直積集合 X × Y の函数的部分集合（すなわち函数関係）かつ F に属する順序対の第一成分の成す集合（すなわち定義域）が X に一致するものをいう。このとき集合 F はこの写像のグラフと呼ばれ、またこの定義における集合 Y を終域という。x が写像 f の定義域 X の元を亙るとき、f(x) の形に書ける元全てからなる集合を f の値域と呼ぶ。一般に値域は終域の部分集合であって、従って一般には両者は一致しないことが起こり得る。一致する場合（すなわち全射）でないならば、終域に属する適当な元 y に対して、方程式 f(x) = y は解を持たない。
ブルバキはまた別な定義として、「写像」を単に函数的グラフそのものと定め、これはまた広く用いられている定義であるが、これには終域が定義として含まれない。例えば集合論において、定義域 X が真の類であることを許す方が望ましいという場合には、三つ組 (X, Y, F) といったものは厳密な意味では存在しないため定義に用いるには不適当だが、グラフによる定義ならば自然である。ただ、文献によっては f: X → Y という見かけ上終域に言及する形で写像を導入していながら、その後は暗黙にこの終域を含めない定義を用いる場合もあるので注意が必要である。

## 値域と終域

### 例 1
函数
{\displaystyle f\colon \mathbb {R} \to \mathbb {R} }
を「元の対応」
{\displaystyle f\colon x\mapsto x^{2}\quad ({\text{i.e. }}f(x):=x^{2})}
によって定義するとき、f の終域は R だが、f は任意の負の数に写る元を持たない。然るに f の値域は非負の数全体 R≥0（R+
0, 無限半開区間 [0, ∞) などとも書く）である。
別な函数 g を 
{\displaystyle g\colon \mathbb {R} \to \mathbb {R} _{0}^{+};\;x\mapsto x^{2}}
と定める。f と g は与えられた x をまったく同じ数に写すけれども、終域を重視する立場では、終域が異なるから同じ函数とは考えない。このことが意味のある区別であることを見るために、もう一つ函数 h を
{\displaystyle h\colon x\mapsto {\sqrt {x}}}
導入する。h が定義されるためには定義域が R≥0 （に含まれる）でなければならないから、
{\displaystyle h\colon \mathbb {R} _{0}^{+}\to \mathbb {R} }
で考えるものとして、写像の合成 h ∘ f および h ∘ g を比較しよう。 
このとき f の値域はほかで特に言及するのでなければ（R の部分集合であることだけが分かっているが）未知であるから、h ∘ f が有効であるかどうかも未知である。つまり、h を f と合成するとき、h が値を定義されていない引数（つまり平方根函数 h の定義域に属さない負の数）を f から受け取る可能性がある。その意味で、写像の合成は合成の右側に来る写像の終域が左に来る写像の定義域に一致する場合のみ有効な概念である（つまり右側の写像の「値域」ではいけない、というのは写像ごとに値域がどうなるかは異なるし、それは合成するという話の段で未知ということが起こり得るから）ということができる。
終域は、写像が全射か否かということにも関係する。つまり写像が全射であるための必要十分条件はその終域と値域が一致することである。先の例で言えば g は全射であり f はそうでない。一方、写像が単射か否かには終域は何も関係しない。

### 例 2
値域と終域との違いを見るもう一つの例として、線型空間の間の線型写像を考えよう。特に R2 からそれ自身への任意の線型変換を考えれば、それは実数を成分とする 2 × 2 正方行列によって表すことができる。そのような行列はどれも 定義域が R2 で終域が R2 であるような写像を表すのだけれども、値域は未知である。値域が終域に一致する変換（これはフルランクつまり階数 2の場合）もあれば、そうでなくより小さい線型部分空間に写る場合（階数 1 や 0 の行列）もある。例えば行列 T が
{\displaystyle T={\begin{pmatrix}1&0\\1&0\end{pmatrix}}}
で与えられるものとすると、これは点 (x, y) を (x, x) へ写す線型変換を表す。点 (2, 3) は T の値域には属さないが、終域には属する（いまは明示的に R2 から R2 への線型変換を考えている。すべての 2 × 2-行列がそうであるように、T もそのような線型変換を表している）。
値域と終域が異なるということが、しばしば考えている写像の性質を発見するのに有効となり得る。例えば、先の T は終域よりも真に小さい値域を持つから、フルランクではない。

## 注意
1. ↑  N.Bourbaki (1954). Elements de Mathematique,Theorie des Ensembles. Hermann & cie. p. 76
2. ↑  順序対の集合が「函数的」とは、第一成分が一致するような相異なる二つの対が存在しないことをいう [Bourbaki, op. cit., p. 76]
3. ↑  [Bourbaki, op. cit., p. 77]
4. ↑  Forster 2003, pages 10–11
5. ↑  Eccles 1997, quote 1, quote 2
6. ↑  Mac Lane 1998, page 8
7. ↑  Mac Lane, in Scott & Jech 1967, page 232
8. ↑  Sharma 2004, page 91
9. ↑  Stewart & Tall 1977, page 89